# ATP Challenger Syrakus
Der ATP Challenger Syrakus (offiziell: Siracusa Challenger) war ein Tennisturnier, das 1991 und 1995 in Syrakus, Italien, stattfand. Es gehörte zur ATP Challenger Tour und wurde im Freien auf Sand gespielt.

## Liste der Sieger

### Einzel
| Jahr                         | Sieger            | Finalgegner         | Ergebnis |
| ---------------------------- | ----------------- | ------------------- | -------- |
| 1995                         | Younes El Aynaoui | Magnus Norman       | 6:2, 6:2 |
| 1992–1994: nicht ausgetragen |                   |                     |          |
| 1991                         | Carlos Costa      | Stefano Pescosolido | 6:3, 7:6 |

### Doppel
| Jahr                         | Sieger                           | Finalgegner                       | Ergebnis      |
| ---------------------------- | -------------------------------- | --------------------------------- | ------------- |
| 1995                         | Magnus Norman Tomas Nydahl       | Todd Larkham Tom Vanhoudt         | 6:3, 6:4      |
| 1992–1994: nicht ausgetragen |                                  |                                   |               |
| 1991                         | Massimo Boscatto Cristian Brandi | Diego Nargiso Stefano Pescosolido | 3:6, 7:6, 7:6 |